# Зубков, Анатолий Николаевич
Анато́лий Никола́евич Зубко́в (3 июля 1924, Киев — 30 декабря 1997, Москва) — советский и российский лингвист, специалист по хинди, полиглот (12 языков), пропагандист эсперанто, первый дипломированный йог высшей квалификации в Советском Союзе, популяризатор и пропагандист хатха-йоги.

## Биография

### Детство
Семья Зубковых оказалась в Киеве проездом, когда родился 3 июля 1924 года Анатолий. Его отец — Зубков Николай Матвеевич, после гражданской войны, которую он закончил в армии Котовского, приехал в Ленинград, где поступил в Высший институт фотографии и фототехники. Мать Толи Мария Алексеевна работала чертёжницей в одном из учреждений города.
Для маленького Толи была нанята бонна (няня-гувернантка) — бывшая фрейлина Николая II, от которой он получил первоначальные знания немецкого языка. По достижении 7-летнего возраста Толю определили в знаменитую по тем временам гимназию «Петришуле», в которой он учился только до 4 класса в связи с тем, что его отца после окончания института направляют в Сталинабад (Душанбе) заведующим лабораторией звукозаписи.

### Война
В 1942 году Анатолий Зубков окончил среднюю школу № 7 Сталинабада с аттестатом отличника и ушёл добровольцем на войну. Его направляют на Ленинградский фронт и, как одного из самых способных, отправляют на учёбу в Военно-медицинскую академию. Однако он подаёт рапорт за рапортом с просьбой, чтобы его отправили обратно на фронт, где, как он считает, могут оказаться полезными его знания языков.
А. Н. Зубков прошёл путь от рядового переводчика до начальника штаба крупного подразделения переводчиков. Ему неоднократно приходилось бывать на передовой, сопровождать отдельные группы командования на фронт (в частности, в составе разведотдела 20 армии он допрашивал Ф. Паулюса).

### Учёба и работа
В 1946 году Анатолий Николаевич пишет рапорт с просьбой о демобилизации и отправки его в Сталинабад для изучения восточных языков. Вернувшись, Анатолий Николаевич поступает в Сталинабадский педагогический институт Т. Г. Шевченко на немецкое отделение кафедры иностранных языков и в течение года (экстерном) заканчивает два с половиной курса. Одновременно он изучает санскрит. Осенью 1947 года Анатолий Зубков уезжает в Москву и успешно поступает в Институт востоковедения.
В 1952 году Анатолий Николаевич оканчивает институт с квалификацией индолога (страноведа по Индии и Пакистану) по специальности: индийский язык хинди со знанием английского языка. К этому времени он владеет несколькими наречиями индийских языков и идёт работать преподавателем в Военную академию Советской Армии Министерства обороны СССР. Кстати, именно поэтому многие его книги — учебники и вспомогательная литература по хинди — не издавались в «официальных» издательствах. Здесь были написаны многие его книги (см. ниже «Список трудов»). В это же время в семье Зубковых рождается сын Виталий. В 1956 году Анатолия Николаевича принимают в члены КПСС.
После 1959 года А. Н. Зубков вынужден уйти из Военной академии в силу прекращения в ней преподавания хинди и пойти работать в Министерство иностранных дел. Но уже в 1961, пройдя официальный конкурс, он занимает место старшего преподавателя на кафедре Восточных языков в Институте стран Азии и Африки — отдельном факультете МГУ. Работает старшим преподавателем языка хинди, пишет диссертацию на тему «Общие вопросы индийской антропонимики хиндоязычного ареала».

## Библиография

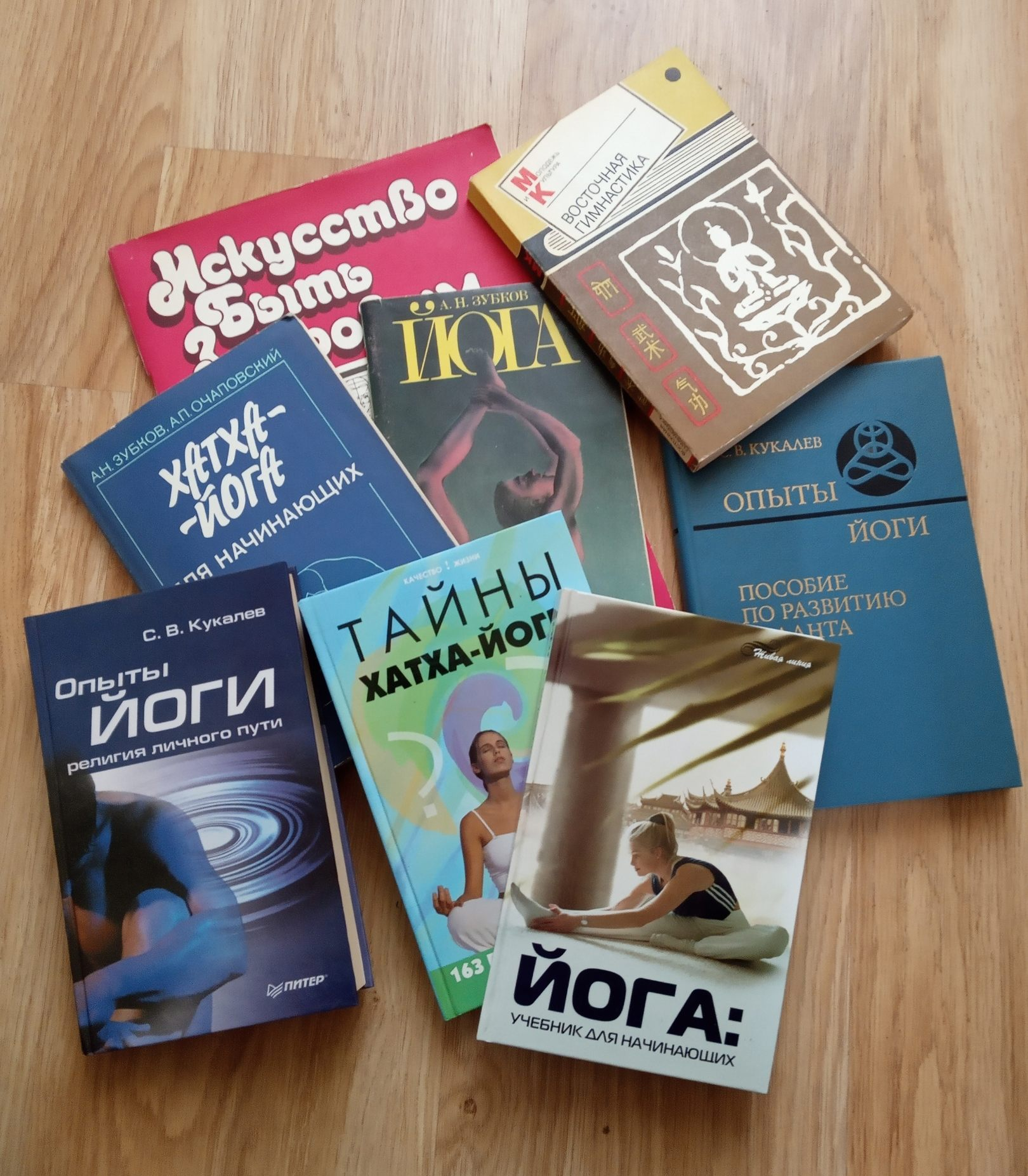
Книги по йоге Зубкова А. Н. и его учеников (Кукалева С. В. и Очаповского А. П.)

### Индия
Впечатление произвело не только, и даже не столько увиденное и услышанное, сколько личность самого их будущего Гуруджи — Шри Рам Кумар Шармы. Путь пользы для людей, который не приносит ни широкой известности, ни богатства, был ведущим в жизни Рам Кумара. «Блестящий педагог, великолепно знающий людей и свою профессию, он старался отдать своим ученикам максимум из того, что знал сам, а знал он немало» — так пишет о своём учителе А. Н. Зубков.
«Рам Кумар преподавал тонкую уникальную систему, соединяющую в себе интуитивно осознанную физиологию и индийскую философию, вырастающую из идеи ненасилия, и направленную не на «растяжку» или «расслабление», а на внутреннюю очистку тела и психики.»

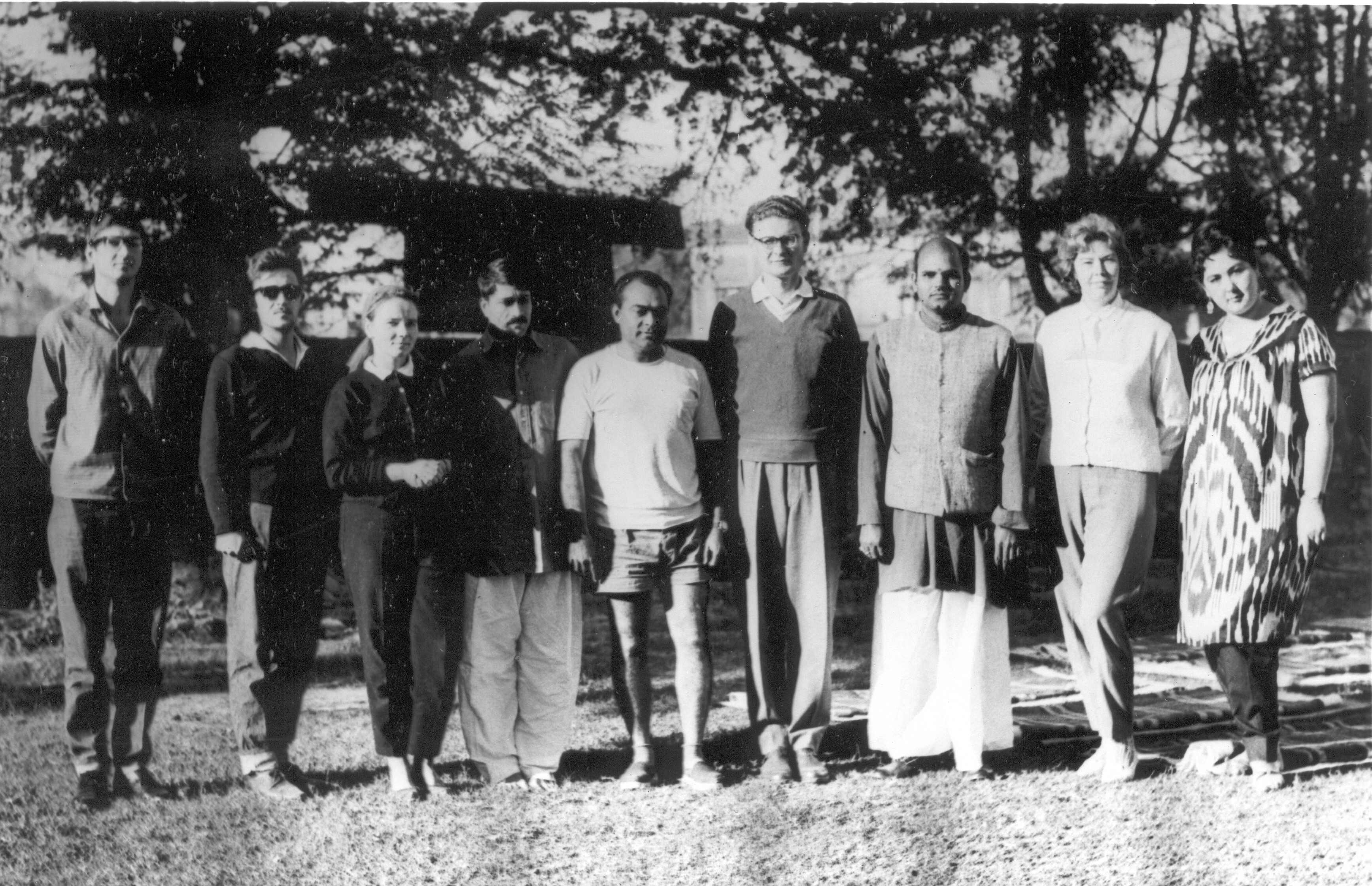
Лакхнау. Группа учеников с Учителями. Слева направо: Дима, Саша, Юля, Чанан Синх (ученики), Мохан Лау (инструктор), Анатолий Николаевич Зубков, Рам Кумар Шарма (Гуруджи), Роза Васильевна Зубкова, Хурсан (ученица).

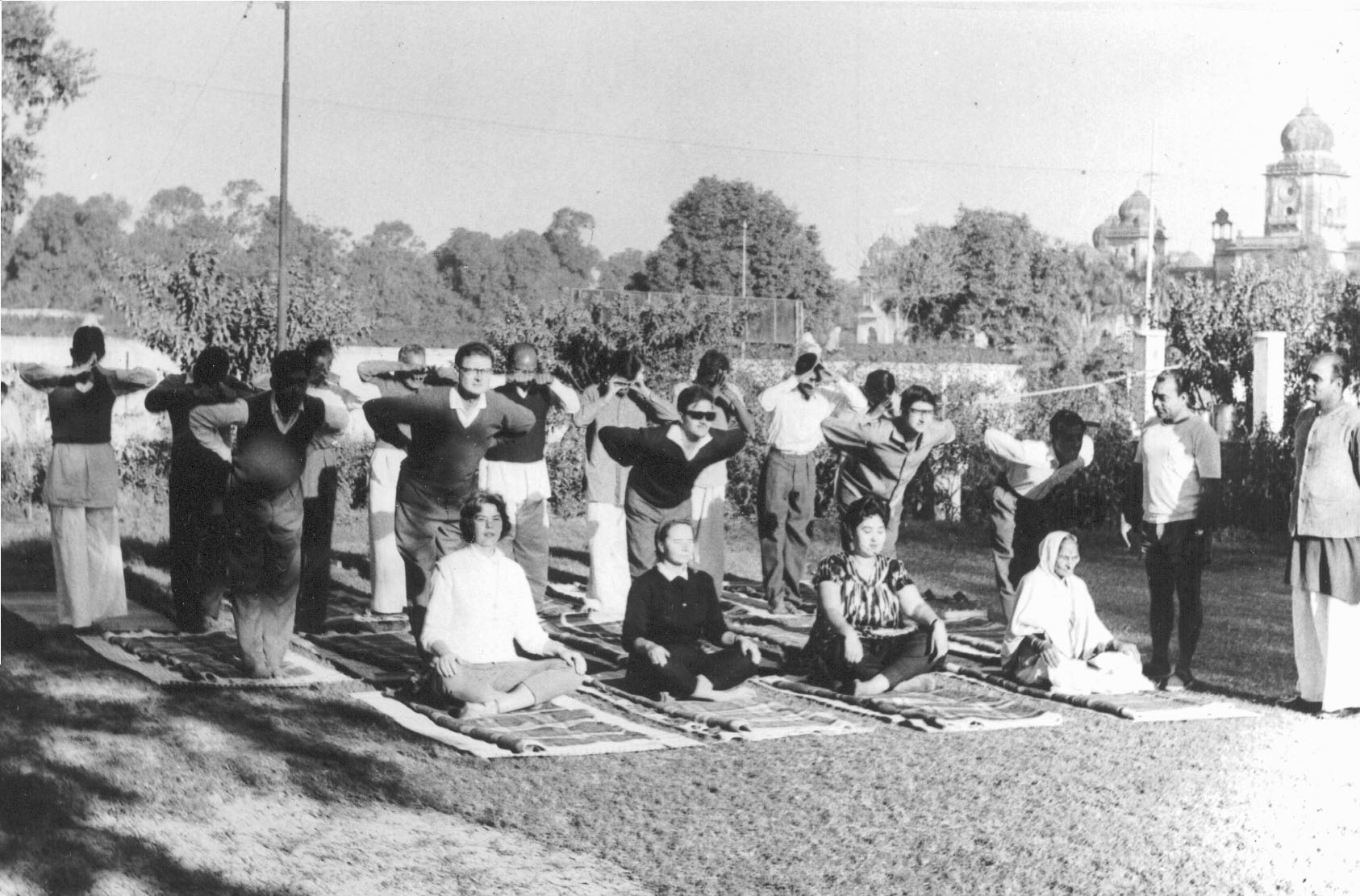
Ученики выполняют асаны: Сукхасана, Удар шакти-вардхак, Каполя и Карна шакти-вардхак.

В 1963 году от Минвуза СССР его вместе с семьёй на 4 года по культурному обмену направляют в Индию преподавать русский через хинди в Лакхнауском университете, в столице индийского штата Уттар-Прадеш.
А спустя примерно месяц после приезда Зубковых в Индию один из преподавателей Лакхнаусского университета, биолог, кандидат наук Чананг Синх рассказывает Анатолию Николаевичу о том, что занимается йогой (причем, что удивило Анатолия Николаевича, не философией, а практикой). Он приглашает Анатолия посетить занятия; эта экскурсия существенно скорректировала всю дальнейшую жизнь Зубковых.
Рам Кумар Шарма утверждал, что считает своим учителем Свами Шивананду (на первой странице его книги, вышедшей в 1970-х годах на хинди имеется иконографическое изображение с короткой надписью «сампарна» — учитель).
Зубковы стали всей семьёй учиться йоге; через 4 года, в 1967, после сдачи экзаменов, они вернулись на Родину с сертификатами: Анатолий Николаевич с сертификатом йога, дающим право учить йоге и лечить с помощью йоги и Роза Васильевна — с правом преподавать. Теперь перед первым в нашей стране дипломированным йогом высшей квалификации встала непростая задача — передать (с разрешения своих учителей) полученные знания людям. Отныне значительная часть жизни Зубковых была неразрывно связана с йогой.

### Становление йоги в России
В том же 1967 г. Анатолий Николаевич встретился с корреспондентом журнала «Сельская молодёжь» Ю. Н. Полковниковым. И, несмотря на то, что «хрущёвская оттепель» уже фактически заканчивалась, журнал решился… Были напечатаны вводная статья и четыре «Урока» (из шести запланированных), пока журнал «Человек и закон» не начал вести борьбу с «вредоносным учением».
«…пошёл поток писем (после публикации в журнале «Сельская молодёжь»). Люди приезжали в Москву, звонили (зачастую в три часа ночи, изъявляя готовность приехать к ним домой прямо сейчас на такси), приходили по месту работы и ждали у аудитории окончания лекций. Кто для консультации, а кто и просто чтобы поблагодарить, сказать: „Вы спасли меня и мою семью“».
А. Н. Зубкова приглашали вести лекции во многих городах страны. Анатолия Николаевича вызывали на Петровку 38, где ему предъявили «на опознание» гору материалов «самиздата», якобы принадлежавших его перу.
Кроме преподавания и лекций по Хатха-йоге Анатолий Николаевич писал книги и статьи (не только по йоге — всего более 30 печатных работ[каких?]). Также он был автором сценария известного в СССР фильма «Индийские йоги — кто они?», пропагандировал эсперанто (был членом Комиссии по координации межкультурных связей советских эсперантистов при СОД’е, а находясь ещё в Индии, основал Всеиндийскую ассоциацию эсперанто), вёл различную общественную работу, принимал участие в международных программах (являлся членом Исполнительного комитета Общества советско-индийских культурных связей при Союзе советских обществ дружбы и культурной связи с зарубежными странами).
В 1987 году Анатолий Николаевич перенёс инфаркт.
В 1989 году им была создана Всесоюзная Ассоциация Развития Человека (восточных оздоровительных систем) — первый съезд этой ассоциации, собравший более 150 человек, проходил под Москвой в Болшево, и его до сих пор считают[кто?] первым всероссийским съездом йогов.

## Награды
- Орден Красной Звезды.
- Орден Отечественной войны II степени.

Медали:
- За отвагу,
- За победу над Германией,
- Медаль Жукова, а также девять юбилейных наград,
- Медаль «Пётр I» (от Международной академии наук о природе и обществе за заслуги в деле возрождения науки и экономики России) 1996 г.
- Специальная награда Индии за развитие языка эсперанто.